# Antoneta Kastrati
Antoneta Kastrati (1981, Pejë, Kosovo) és una directora de cinema i guionista nascuda a Kosovo, reconeguda com a part de la "Nova Onada de Kosovo", la primera generació de dones directores. al país. El seu treball sovint explora temes de la societat de la postguerra, els problemes socials i les complexitats de les relacions humanes.

## Carrera
Les primeres pel·lícules de Kastrati, fetes després de la guerra de Kosovo, aporten llum sobre les lluites i les experiències dels individus que naveguen per la vida després del conflicte. Entre els seus documentals destacats destaquen "Dasmat dhe Pampersat" (Bodes i bolquers) i "Zana" (2010).
Kastrati col·labora sovint amb el seu marit, el cineasta estatunidenc Casey Cooper Johnson. Junts, han dirigit documentals com "Love Makes a Difference" (2011) i "Zana: The Unseen" (2019), que aprofundeixen en temes socials i dinàmiques de gènere a Kosovo.
El treball de Kastrati sovint aprofundeix en les complexitats del matrimoni i les relacions, especialment en el context de l'evolució de les normes socials de Kosovo. El seu documental "Marriage and Diapers" examina el panorama canviant dels costums matrimonials, mentre que "Love Makes a Difference" explora els reptes i els triomfs de les parelles interreligiosos.

## Premis
Les pel·lícules de Kastrati han obtingut reconeixement i premis internacionals. "Zana" va rebre el Gran Premi del Jurat al Festival de Cinema de Kosovo de 2010, i "Love Makes a Difference" va rebre el premi al Millor Documental al Raindance Film Festival de 2011..

## Filmografia
- 2007: Weddings and Diapers (documental)
- 2009: Seeking Magic (documental)
- 2010: The Guardian (documental)
- 2011: The Kingdom of Coal (documental)
- 2011: Kofja e Zbrazet (curtmetratge)
- 2012: Robin (curtmetratge documental)
- 2012: Laleh (curtmetratge documental)
- 2013: She Comes in Spring (curtmetratge)
- 2019: Zana[4]